# Tullus Hostilius
Tullus Hostilius was volgens de traditie de derde koning van Rome (673 - 641 v.Chr.), na Romulus en Numa Pompilius.
Hij was opnieuw een Latijn, en even strijdlustig als zijn voorganger vredelievend was geweest. Omdat hij vreesde dat zijn onderdanen alle roem hadden verloren, die zij tijdens de regering van Romulus hadden vergaard, zocht hij naar een reden om zo spoedig mogelijk een oorlog te ontketenen, die hem moest bewijzen dat zijn soldaten nog konden vechten.
Die vond hij, toen een ruzie tussen een Romein en een inwoner van Alba Longa, die elkaar van diefstal beschuldigden, uit de hand begon te lopen. Hij stuurde aan op een regelrechte oorlog tussen beide stadstaten, uitgerekend op het ogenblik dat de koning van Alba plotseling zonder opvolger overleed. Volgens de legende werd deze oorlog in het voordeel van de Romeinen beslecht door een duel tussen de Horatii en Curiatii.
Wat er ook van zij, Tullus Hostilius maakte zich meester van Alba Longa, en liet de bevolking versmelten met die van Rome. Hij bouwde op het Forum Romanum de naar hem genoemde Curia Hostilia, het Senaatsgebouw. Andere prestaties aan hem toegeschreven, wetgeving en hervormingen, behoren tot het domein van de legenden. Hij zou ook onder andere de sella curulis (een aan de Etrusken ontleende erezetel voor hoogwaardigheidsbekleders) ingevoerd hebben (Macrob., Sat. I 6).
De legenden vertellen ook dat zijn overwinningen hem naar het hoofd begonnen te stijgen, waardoor hij weinig meer gaf om de goden en de eredienst, en zelfs de wetten van zijn voorganger Numa verwaarloosde. Als teken van hun misnoegen zonden de goden toen de pest over Rome, die ook de koning aantastte. Toen deze zich in zijn ellende tot de goden richtte, was Jupiter zo verontwaardigd, dat hij hem doodde met een bliksemschicht, die ook zijn gehele huis in de as legde.
Tullus Hostilius regeerde 32 jaar en werd opgevolgd door Ancus Marcius, een kleinzoon van Numa Pompilius.